# Шайбер, Михаил Максимович
Михаил Максимович Шайбер (12 января 1923, Москва — 25 ноября 2005, Марбург) — философ, писатель, переводчик, журналист. Творческий псевдоним — Sokolski Michail (Михаил Сокольский). Похоронен в г. Марбург на еврейском кладбище.
Жена: Нестерова Джемма Александровна.

## Биография
Михаил Максимович Шайбер родился 12 января 1923 г. в Москве, в семье польских евреев, переехавших в Россию после революции. Мать — художник, отец — искусствовед, работал в российском торгпредстве. Фактически все детские и начальные школьные годы Михаила прошли в Германии, в Берлине, где по направлению А. В. Луначарского находился с семьей в длительной служебной командировке его отец. После возвращения семьи в 1934 г. в Москву Михаил продолжил учёбу в немецкоязычной школе им. Карла Либкнехта. В 1937 г. отец был репрессирован, и позднее умер в ссылке, а в 1941 г. во время эвакуации из Москвы под бомбежкой погибла его мать.
Михаил, в 1941—1942 гг. учился в Санкт-Петербургской академии художеств имени Ильи Репина на отделении искусствоведения, пережил тяжелейшие годы блокады. Владея многими европейскими языками, Михаил особое внимание уделял совершенствованию английского языка. Позже, он преподавал его в течение 16-ти лет в Таджикском государственном университете, когда, волею судьбы, оказался в Таджикистане, г. Душанбе (Сталинабаде).
В этот период, как и во все последующие годы жизни, наряду с преподаванием он много занимался историей, философией, журналисткой и переводческой работой. Михаил обладал совершенно феноменальной памятью. Это был человек поистине «энциклопедических» знаний. В сочетании с большим трудолюбием, он мог одновременно заниматься в разных областях творчества. Многие его работы были публикованы на русском и немецком языках. В частности, такие его философские размышления: «Дух как наследие и призвание» — «Der Geist als Erbe und Auftrag» (1973 г.); «Вечная бессонница духа» — «Ewige Slaflosigkeit des Geists» (1992 г.) и др. Вернувшись в начале 60-х годов на родину, в Москве он активно занимался журналистикой, переводами, в том числе, стихотворными.
В 1964 году он защитил в Москве докторскую диссертацию по немецкой литературе. В 70-е — 80-е и последующие годы его работы были посвящены знакомству русских читателей с произведениями немецких авторов. Им был опубликован целый ряд трактатов по истории развития немецкой литературы и философии. В этот же период в России, а также и в Германии, были изданы отдельные сборники его переводов известных русских детских писателей Корнея Чуковского и Самуила Маршака, сказки П. Ершова « Конек — Горбунок», а также 2 600 стихотворений и статей в различных сборниках, эссе по, а также по теории постпоэзии .
В середине 90-х годов Михаил переехал на постоянное место жительства в Германию, г. Марбург, где у него наладилась связь с издательством «Blaue Hoerner Verlag». Там, в основном, были напечатаны его последующие многочисленные статьи по русской истории и философии. В частности, 15 из них вошли сборник: Michail Sokolski, «Die tausendjaerige Spaltung, Geschichte, Geist, Gefahren»(«Россия. Тысячелетний раскол. История, Мысли, Проблемы»), в опубликованный в 1997 году и недавно переизданный тем же издательством Несколько историко- полемическое эссе, вошедших в этот сборник, были опубликованы им ранее, в 1990 г. на русском языке: Михаил Сокольский «Неверная память. Герои и антигерои России». С отдельными его работами можно познакомиться в Российской ГПБ и Библиотеке иностранной литературы, с большинством — в Библиотеке Марбургского университета.
Михаил умер 25 ноября 2005 г. в Марбурге, где был похоронен на еврейском кладбище.